# پل لومن
پل لومن (انگلیسی: Paul Lohmann) یک فیلم‌بردار اهل ایالات متحده آمریکا است. وی برنده جوایزی همچون جایزه امی شده‌است.

## فیلم‌شناسی
- اسرار (۱۹۹۲)
- در معرض خطر (۱۹۸۲)
- شهاب‌وار (۱۹۷۹)
- بوفالو بیل و سرخپوستان، یا درس تاریخ گاو نشسته (۱۹۷۶)
- نشویل (۱۹۷۵)
- نمای نزدیک (۱۹۷۳)